# Silence Dogood

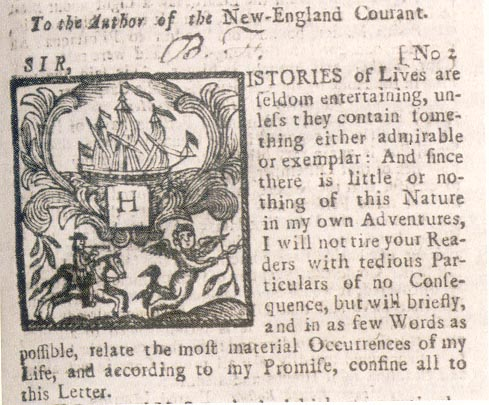
Silence Dogood Essai dans le courant de la Nouvelle-Angleterre

Madame Silence Dogood était le pseudonyme utilisé par Benjamin Franklin pour faire publier son travail dans le New-England Courant, un journal fondé et publié par son frère James Franklin. Cela s'est produit après que Benjamin Franklin eut essuyé plusieurs refus en tentant de publier des lettres sous son propre nom dans le journal. Les quatorze lettres de MmeSilence Dogood ont été imprimées pour la première fois en 1722.

## Histoire
En tant que jeune garçon, Franklin a travaillé comme apprenti dans l'imprimerie de son frère aîné à Boston, où The New-England Courant a été publié et imprimé.

Franklin n'a jamais rien publié de ce qu'il a écrit, alors, à 16 ans, il a créé le personnage d'une veuve d'âge moyen nommée Silence Dogood. Une fois toutes les deux semaines, il laissait une lettre sous la porte de l'imprimerie de son frère. Au total, quatorze lettres ont été envoyées. La première lettre commençait :

« Monsieur,
Il n'est peut-être pas possible d'informer vos lecteurs que j'ai l'intention de leur présenter une fois tous les quinze jours, à l'aide de ce journal, une courte épître qui, je le présume, ajoutera quelque peu à leur divertissement.
Et puisqu'il est observé que la majorité des gens, de nos jours, ne sont pas disposés à louer ou à dénigrer ce qu'ils lisent, jusqu'à ce qu'ils soient informés dans une certaine mesure de l'identité de l'auteur, qu'il soit pauvre ou riche, vieux ou jeune, un Schollar ou un homme au tablier de cuir, etc. et qu'ils donnent leur opinion sur le spectacle, selon la connaissance qu'ils ont de la situation de l'auteur, il ne serait peut-être pas mauvais de commencer par un bref récit de ma vie passée et de ma situation actuelle, afin que le lecteur ne soit pas dans l'incapacité de juger si mes Lucubrations valent ou non la peine d'être lues. »

Les lettres se moquaient de divers aspects de la vie dans l' Amérique coloniale, comme cette citation sur les jupons à cerceaux :

« Ces monstrueuses pièces de mortier ne conviennent ni à l'église, ni à la salle, ni à la cuisine ; et si un certain nombre d'entre elles étaient bien montées sur Noddles-Island, elles ressembleraient plus à des engins de guerre pour bombarder la ville qu'à des ornements pour le beau sexe. Un honnête voisin, qui se trouvait en ville il y a quelque temps, un jour de fête, m'a informé qu'il avait vu quatre femmes avec leurs cerceaux à moitié montés sur un balcon, alors qu'elles se retiraient vers le mur, à la grande terreur de la milice, qui (pense-t-il) pourrait attribuer leurs volées irrégulières à l'apparence formidable des jupons des femmes. »

Les lettres ont été publiées dans The New-England Courant tous les quinze jours et ont amusé les lecteurs. Certains hommes ont écrit en proposant d'épouser Mme Dogood, après avoir appris qu'elle était veuve.
Finalement, James a découvert que les quatorze lettres avaient été écrites par son jeune frère, ce qui l'a mis en colère. Benjamin a quitté son apprentissage sans permission et s'est enfui à Philadelphie.

## Lettres 1 & 2 – Historique de Dogood
Franklin a créé tout un passé à son personnage et l'a expliqué en profondeur dans la majorité de sa première lettre :

« Au moment de ma naissance, mes parents se trouvaient à bord d'un navire en route de Londres vers le nord de l'Angleterre. Mon entrée dans ce monde troublé s'est accompagnée de la mort de mon père, un malheur que, même si je n'étais pas capable de connaître à l'époque, je ne pourrai jamais oublier. En effet, alors que le pauvre homme se tenait sur le pont pour se réjouir de ma naissance, une vague impitoyable est entrée dans le navire et l'a emporté en un instant sans qu'il puisse s'en remettre. C'est ainsi que le premier jour que j'ai vu, mon père l'a vu pour la dernière fois ; et c'est ainsi que ma mère, inconsolable, est devenue à la fois parent et veuve.
Lorsque nous sommes arrivés à Boston (peu de temps après), on m'a mis en nourrice à la campagne, à une petite distance de la ville, où je suis allé à l'école et où j'ai passé mon enfance et ma jeunesse dans la vanité et l'oisiveté, jusqu'à ce qu'on m'engage comme apprenti, afin que je ne sois plus une charge pour ma mère indigente, qui devait faire de durs quarts de travail pour gagner sa vie.
Mon maître était un pasteur de campagne, un jeune homme pieux et bien dans sa peau, et un batteur : Il s'efforçait de toutes ses forces d'inculquer des principes de vertu et de piété à ma tendre âme, sachant bien que c'était le moment le plus propice pour marquer profondément et durablement l'esprit, alors qu'il n'était pas encore entaché de vice, qu'il était libre et sans préjugés. Il s'efforça de m'inculquer toutes les connaissances et tous les savoirs nécessaires à notre sexe, et ne me refusa aucun accomplissement qu'il serait possible d'atteindre à la campagne, comme toutes sortes de travaux d'aiguille, d'écriture, d'arithmétique, etc. et, observant que je prenais un plaisir plus qu'ordinaire à lire des livres ingénieux, il me donna le libre usage de sa bibliothèque, qui, bien que petite, était bien choisie pour informer correctement l'intelligence et permettre à l'esprit de formuler de grandes et nobles idées.
Avant que je n'aie vécu deux ans avec ce révérend gentleman, ma mère indulgente a quitté cette vie, me laissant pour ainsi dire seul, sans aucun lien de parenté sur terre à ma connaissance.
Je n'abuserai pas de votre patience en vous faisant un récit fastidieux de tous les accidents frivoles de ma vie qui se sont produits depuis cette époque jusqu'à ce que j'atteigne l'âge de la discrétion, mais je vous dirai seulement que j'ai mené une vie paisible à la campagne, passant mon temps libre soit à m'amuser innocemment avec les femmes du voisinage, soit à me retirer à l'ombre, en compagnie de la meilleure des compagnies, les livres. Je passais ainsi le temps avec un mélange de profit et de plaisir, n'ayant d'autre affliction que ce qui était imaginaire et créé dans ma propre fantaisie ; car rien n'est plus commun chez nous, les femmes, que de nous affliger pour rien, quand nous n'avons rien d'autre à nous affliger. »

La deuxième lettre de Silence Dogood correspond à un récit de la vie de la veuve :

« Les histoires de vie sont rarement divertissantes, à moins qu'elles ne contiennent quelque chose d'admirable ou d'exemplaire : Et comme il n'y a rien ou presque de cette nature dans mes propres aventures, je ne fatiguerai pas vos lecteurs avec des détails fastidieux et sans conséquence, mais je raconterai brièvement, et en aussi peu de mots que possible, les événements les plus importants de ma vie et, conformément à ma promesse, je contiendrai le tout dans cette lettre.
Mon révérend maître, qui était resté jusqu'alors célibataire, (après avoir longuement médité sur le dix-huitième verset de la
de l'histoire de l'art, de l'histoire de l'art et de l'histoire de l'art, de l'histoire de l'art et de l'histoire de l'art.
de l'histoire de l'humanité, de l'histoire de l'humanité, de l'histoire de l'humanité, de l'histoire de l'humanité
de notre sexe, et fatigué de faire des voyages et des visites ennuyeuses en vain.
de l'histoire de l'art, de l'histoire de l'art, de l'histoire de l'art, de l'histoire de l'art, de l'histoire de l'art.
de l'homme, de la femme et de l'enfant.
Il n'y a certainement aucune partie de la vie d'un homme où il apparaisse plus stupide et plus
de l'homme, que lorsqu'il fait ses premiers pas dans la courtisanerie. La façon maladroite dont mon maître
de l'homme, de la femme, de l'homme, de l'homme, de l'homme, de l'homme, de l'homme, de l'homme, de l'homme, de l'homme
de sa personne, j'éclatai d'un rire grossier : Il n'en reste pas moins qu'après lui avoir demandé son pardon et s'être
de l'histoire de l'art, de l'histoire de l'art et de l'histoire de l'art, de l'histoire de l'art et de l'histoire de l'art.
de l'histoire de la France, de la France et de l'Europe, de la France et de l'Europe, de la France et de l'Europe.
Il est vrai qu'il avait été un grand bienfaiteur (et en quelque sorte un père pour moi).
de l'histoire de l'art, de l'histoire de la culture, de l'histoire de l'art, de l'histoire de l'art, de l'histoire de la culture Que ce soit l'amour, la gratitude, l'orgueil ou la
de l'amour, de la gratitude, de l'orgueil ou des trois qui m'ont fait consentir, je ne le sais pas ; mais ce qui est certain, c'est qu'il
de sa rhétorique, de conquérir mon cœur et de me persuader de l'épouser.
de l'histoire de l'art et de la culture.
Cette union inattendue fut très étonnante pour tous les habitants des environs, et
de l'homme, de la femme, de l'homme, de l'homme, de l'homme, de l'homme, de l'homme, de l'homme
de l'histoire de l'art, de l'histoire de la culture, de l'histoire de l'art, de l'histoire de l'art, de l'histoire de l'art et de l'histoire.[incompréhensible]
Je conclurai par ma propre personnalité, que je devrais être le mieux à même de donner (comme on pourrait le penser). Sachez donc que je suis un ennemi du vice et un ami de la vertu. Je fais preuve d'une grande charité et j'oublie les blessures privées : J'aime beaucoup le clergé et tous les hommes de bien, et je suis un ennemi mortel du gouvernement arbitraire et du pouvoir illimité. Je suis naturellement très jaloux des droits et des libertés de mon pays ; et la moindre apparence d'atteinte à ces précieux  [sic] est de nature à faire bouillir mon sang à l'extrême. J'ai également une inclination naturelle à observer et à réprouver les fautes d'autrui, ce à quoi j'excelle. Je dis cela en guise d'avertissement à tous ceux dont les offenses seront portées à ma connaissance, car je n'ai jamais l'intention d'envelopper mon talent dans une serviette. En bref, je suis courtois et affable, de bonne humeur (à moins d'être provoqué), beau et parfois plein d'esprit... »

## Dans la culture populaire
Les lettres Silence Dogood figurent dans le film Benjamin Gates et le Trésor des Templiers de 2004. Dans le scénario, après avoir volé la Déclaration d'indépendance des États-Unis, le cryptologue Benjamin Franklin Gates (Nicolas Cage), Riley Poole (Justin Bartha) et le Dr Abigail Chase (Diane Kruger) trouvent un chiffre Ottendorf[Quoi ?] caché dans de l'encre invisible au dos de celle-ci. À la suite de la découverte d'une énigme des Templiers, qui disait : « La clé en Silence incarcérée », un lien entre les lettres Silence Dogood et le chiffre est établi. Le chiffre est utilisé pour trouver le message caché dans les lettres, ce qui s'avère être un autre indice. Avec l'aide d'un autre visiteur du musée (Yves Michael-Beneche), Riley trouve les lettres nécessaires pour terminer le puzzle.